# Lijst van afleveringen van Two and a Half Men
Dit is een lijst van afleveringen van de Amerikaanse televisieserie Two and a Half Men. De serie telt twaalf seizoenen.
Iedere titel bevat een zin die in de desbetreffende aflevering uitgesproken is door een van de personages, meestal een van de hoofdpersonages. De twee uitzonderingen op de regel zijn de afleveringen "Alan Harper, Frontier Chiropractor" en "A Low, Guttural Tongue-Flapping Noise". "Frankenstein and the Horny Villagers" voldoet wel aan de criteria, maar de zin is gebruikt in een verwijderde scène. De titel van de aflevering "Chocolate Diddlers or My Puppy's Dead" is dan weer een mix van twee quotes van Charlie Harper (Charlie Sheen) en Alan Harper (Jon Cryer). 

## Overzicht
| Seizoen | Aantal afleveringen | Uitgezonden Verenigde Staten         |  |
| ------- | ------------------- | ------------------------------------ |  |
| 1       | 24                  | 22 september 2003 – 24 mei 2004      |  |
| 2       | 24                  | 20 september 2004 – 23 mei 2005      |  |
| 3       | 24                  | 19 september 2005 – 22 mei 2006      |  |
| 4       | 24                  | 18 september 2006 – 14 mei 2007      |  |
| 5       | 19                  | 24 september 2007 – 19 mei 2008      |  |
| 6       | 24                  | 22 september 2008 – 18 mei 2009      |  |
| 7       | 22                  | 21 september 2009 – 24 mei 2010      |  |
| 8       | 16                  | 20 september 2010 – 14 februari 2011 |  |
| 9       | 24                  | 19 september 2011 – 14 mei 2012      |  |
| 10      | 23                  | 27 september 2012 – 9 mei 2013       |  |
| 11      | 22                  | 26 september 2013 – 8 mei 2014       |  |
| 12      | 16                  | 30 oktober 2014 – 19 februari 2015   |  |

## Seizoen 1
| Nr. | Titel                                                       | Uitzenddatum      |  |
| --- | ----------------------------------------------------------- | ----------------- |  |
| 1   | Pilot                                                       | 22 september 2003 |  |
| 2   | Big Flappy Bastards                                         | 29 september 2003 |  |
| 3   | Go East on Sunset Until You Reach the Gates of Hell         | 6 oktober 2003    |  |
| 4   | If I Can't Write My Chocolate Song, I'm Going to Take a Nap | 13 oktober 2003   |  |
| 5   | The Last Thing You Want to Do Is Wind Up with a Hump        | 20 oktober 2003   |  |
| 6   | Did You Check with the Captain of the Flying Monkeys?       | 27 oktober 2003   |  |
| 7   | If They Do Go Either Way They're Usually Fake               | 3 november 2003   |  |
| 8   | Twenty-five Little Pre-pubers Without a Snoot-ful           | 10 november 2003  |  |
| 9   | Phase One, Complete                                         | 17 november 2003  |  |
| 10  | Merry Thanksgiving                                          | 24 november 2003  |  |
| 11  | Alan Harper, Frontier Chiropractor                          | 15 december 2003  |  |
| 12  | Camel Filters and Pheremones                                | 5 januari 2004    |  |
| 13  | Sara Like Puny Alan                                         | 12 januari 2004   |  |
| 14  | I Can't Afford Hyenas                                       | 2 februari 2004   |  |
| 15  | Round One to the Hot Crazy Chick                            | 9 februari 2004   |  |
| 16  | That Was Saliva, Alan                                       | 16 februari 2004  |  |
| 17  | Ate the Hamburgers, Wearing the Hats                        | 23 februari 2004  |  |
| 18  | An Old Flame with a New Wick                                | 1 maart 2004      |  |
| 19  | I Remember the Coatroom, I Just Don't Remember You          | 22 maart 2004     |  |
| 20  | Hey, I Can Pee Outside in the Dark                          | 19 april 2004     |  |
| 21  | No Sniffing, No Wowing                                      | 3 mei 2004        |  |
| 22  | My Doctor Has a Cow Puppet                                  | 10 mei 2004       |  |
| 23  | Just Like Buffalo                                           | 17 mei 2004       |  |
| 24  | Can You Feel My Finger                                      | 24 mei 2004       |  |

## Seizoen 2
| Nr. | Titel                                          | Uitzenddatum      |  |
| --- | ---------------------------------------------- | ----------------- |  |
| 1   | Back Off Mary Poppins                          | 20 september 2004 |  |
| 2   | Enjoy Those Garlic Balls                       | 27 september 2004 |  |
| 3   | A Bag Full of Jawea                            | 4 oktober 2004    |  |
| 4   | Go Get Mommy's Bra                             | 11 oktober 2004   |  |
| 5   | Bad News from the Clinic                       | 18 oktober 2004   |  |
| 6   | The Price of Healthy Gums Is Eternal Vigilance | 25 oktober 2004   |  |
| 7   | A Kosher Slaughterhouse Out in Fontana         | 8 november 2004   |  |
| 8   | Frankenstein and the Horny Villagers           | 15 november 2004  |  |
| 9   | Yes, Monsignor                                 | 22 november 2004  |  |
| 10  | The Salmon Under My Sweater                    | 29 november 2004  |  |
| 11  | Last Chance to See Those Tattoos               | 13 december 2004  |  |
| 12  | A Lung Full of Alan                            | 3 januari 2005    |  |
| 13  | Zejdz Zmoich Wlosow                            | 17 januari 2005   |  |
| 14  | Those Big Pink Things with Coconut             | 31 januari 2005   |  |
| 15  | Smell the Umbrella Stand                       | 7 februari 2005   |  |
| 16  | Can You Eat Human Flesh with Wooden Teeth?     | 14 februari 2005  |  |
| 17  | Woo-Hoo, a Hernia-Exam!                        | 21 februari 2005  |  |
| 18  | It Was Mame, Mom                               | 7 maart 2005      |  |
| 19  | A Low, Guttural Tongue-Flapping Noise          | 21 maart 2005     |  |
| 20  | I Always Wanted a Shaved Monkey                | 18 april 2005     |  |
| 21  | A Sympathetic Crotch to Cry On                 | 2 mei 2005        |  |
| 22  | That Old Hose Bag Is My Mother                 | 9 mei 2005        |  |
| 23  | Squab, Squab, Squab, Squab, Squab              | 16 mei 2005       |  |
| 24  | Does Something Smell Funny to You              | 23 mei 2005       |  |

## Seizoen 3
| Nr. | Titel                                        | Uitzenddatum      |  |
| --- | -------------------------------------------- | ----------------- |  |
| 1   | Weekend in Bangkok with Two Olympic Gymnasts | 19 september 2005 |  |
| 2   | Principal Gallagher's Lesbian Lover          | 26 september 2005 |  |
| 3   | Carpet Burns and a Bite Mark                 | 3 oktober 2005    |  |
| 4   | Your Dismissive Attitude Toward Boobs        | 10 oktober 2005   |  |
| 5   | We Called It Mr. Pinky                       | 17 oktober 2005   |  |
| 6   | Hi, Mr. Horned One                           | 24 oktober 2005   |  |
| 7   | Sleep Tight, Puddin' Pop                     | 7 november 2005   |  |
| 8   | That Voodoo That I Do Do                     | 14 november 2005  |  |
| 9   | Madame and Her Special Friend                | 21 november 2005  |  |
| 10  | Something Salted and Twisted                 | 28 november 2005  |  |
| 11  | Santa's Village of the Damned                | 19 december 2005  |  |
| 12  | That Special Tug                             | 9 januari 2006    |  |
| 13  | Humiliation Is a Visual Medium               | 23 januari 2006   |  |
| 14  | Love Isn't Blind, It's Retarded              | 6 februari 2006   |  |
| 15  | My Tongue Is Meat                            | 27 februari 2006  |  |
| 16  | Ergo, the Booty Call                         | 6 maart 2006      |  |
| 17  | The Unfortunate Little Schnauzer             | 13 maart 2006     |  |
| 18  | The Spit-Covered Cobbler                     | 20 maart 2006     |  |
| 19  | Golly Moses, She's a Muffin                  | 10 april 2006     |  |
| 20  | Always a Bridesmaid, Never a Burro           | 24 april 2006     |  |
| 21  | And the Plot Moistens                        | 1 mei 2006        |  |
| 22  | Just Once with Aunt Sophie                   | 8 mei 2006        |  |
| 23  | Arguments for the Quickie                    | 15 mei 2006       |  |
| 24  | That Pistol-Packin' Hermaphrodite            | 22 mei 2006       |  |

## Seizoen 4
| Nr. | Titel                                | Uitzenddatum      |  |
| --- | ------------------------------------ | ----------------- |  |
| 1   | Working for Caligula                 | 18 september 2006 |  |
| 2   | Who's Vod Kanockers                  | 25 september 2006 |  |
| 3   | The Sea Is a Harsh Mistress          | 2 oktober 2006    |  |
| 4   | A Pot Smoking Monkey                 | 9 oktober 2006    |  |
| 5   | A Live Woman of Proven Fertility     | 16 oktober 2006   |  |
| 6   | Apologies for the Frivolity          | 23 oktober 2006   |  |
| 7   | Repeated Blows to His Unformed Head  | 30 oktober 2006   |  |
| 8   | Release the Dogs                     | 13 november 2006  |  |
| 9   | Corey's Been Dead for an Hour        | 20 november 2006  |  |
| 10  | Kissing Abraham Lincoln              | 27 november 2006  |  |
| 11  | Walnuts and Demerol                  | 11 december 2006  |  |
| 12  | Castrating Sheep in Montana          | 8 januari 2007    |  |
| 13  | Don't Worry, Speed Racer             | 22 januari 2007   |  |
| 14  | That's Summer Sausage, Not Salami    | 5 februari 2007   |  |
| 15  | My Damn Stalker                      | 12 februari 2007  |  |
| 16  | Young People Have Phlegm Too         | 19 februari 2007  |  |
| 17  | I Merely Slept With a Commie         | 26 februari 2007  |  |
| 18  | It Never Rains in Hooterville        | 19 maart 2007     |  |
| 19  | Smooth as a Ken Doll                 | 6 april 2007      |  |
| 20  | Aunt Myra Doesn't Pee a Lot          | 16 april 2007     |  |
| 21  | Tucked, Taped and Gorgeous           | 23 april 2007     |  |
| 22  | Mr. McGlue's Feedbag                 | 30 april 2007     |  |
| 23  | Anteaters. They're Just Crazy-lookin | 7 mei 2007        |  |
| 24  | Prostitutes and Gelato               | 14 mei 2007       |  |

## Seizoen 5
| Nr. | Titel                                              | Uitzenddatum      |  |
| --- | -------------------------------------------------- | ----------------- |  |
| 1   | Large Birds, Spiders and Mom                       | 24 september 2007 |  |
| 2   | Media Room Slash Dungeon                           | 1 oktober 2007    |  |
| 3   | Dum Diddy Dum Diddy Doo                            | 8 oktober 2007    |  |
| 4   | City of Great Racks                                | 15 oktober 2007   |  |
| 5   | Putting Swim Fins on a Cat                         | 22 oktober 2007   |  |
| 6   | Help Daddy Find His Toenail                        | 29 oktober 2007   |  |
| 7   | The Leather Gear is in the Guest Room              | 5 november 2007   |  |
| 8   | Is There a Mrs. Waffles?                           | 12 november 2007  |  |
| 9   | Shoes, Hats, Pickle Jar Lids                       | 19 november 2007  |  |
| 10  | Kinda Like Necrophilia                             | 26 november 2007  |  |
| 11  | Meander to Your Dander                             | 17 maart 2008     |  |
| 12  | A Little Clammy and None Too Fresh                 | 24 maart 2008     |  |
| 13  | The Soil is Moist                                  | 31 maart 2008     |  |
| 14  | Winky-Dink Time                                    | 14 april 2008     |  |
| 15  | Rough Night in Hump Junction (aka His Ugly Bundle) | 21 april 2008     |  |
| 16  | Look At Me, Mommy, I'm Pretty                      | 28 april 2008     |  |
| 17  | Fish in a Drawer                                   | 5 mei 2008        |  |
| 18  | If My Hole Could Talk                              | 12 mei 2008       |  |
| 19  | Waiting for the Right Snapper                      | 19 mei 2008       |  |

## Seizoen 6
| Nr. | Titel                                 | Uitzenddatum      |  |
| --- | ------------------------------------- | ----------------- |  |
| 1   | Taterhead Is Our Love Child           | 22 september 2008 |  |
| 2   | Pie Hole, Herb                        | 29 september 2008 |  |
| 3   | Damn You, Eggs Benedict               | 6 oktober 2008    |  |
| 4   | The Flavin' and the Mavin'            | 13 oktober 2008   |  |
| 5   | A Jock Strap in Hell                  | 20 oktober 2008   |  |
| 6   | It's Always Nazi Week (1)             | 3 november 2008   |  |
| 7   | Best H.O. Money Can Buy (2)           | 10 november 2008  |  |
| 8   | Pinocchio's Mouth                     | 17 november 2008  |  |
| 9   | The Mooch At The Boo                  | 24 november 2008  |  |
| 10  | He Smelled the Ham, He Got Excited    | 8 december 2008   |  |
| 11  | The Devil's Lube                      | 15 december 2008  |  |
| 12  | Thank God for Scoliosis               | 12 januari 2009   |  |
| 13  | I Think You Offended Don              | 19 januari 2009   |  |
| 14  | David Copperfield Slipped Me A Roofie | 2 februari 2009   |  |
| 15  | I'd Like to Start With the Cat        | 9 februari 2009   |  |
| 16  | She'll Still Be Dead at Halftime      | 2 maart 2009      |  |
| 17  | The Ocu or the Pado                   | 9 maart 2009      |  |
| 18  | My Sons Big Head                      | 16 maart 2009     |  |
| 19  | The Two Finger Rule                   | 30 maart 2009     |  |
| 20  | Hello, I Am Alan Cousteau             | 13 april 2009     |  |
| 21  | Above Exalted Cyclops                 | 27 april 2009     |  |
| 22  | Sir Lancelot's Litter Box             | 4 mei 2009        |  |
| 23  | Good Morning, Mrs Butterworth         | 11 mei 2009       |  |
| 24  | Baseball With Better Steroids         | 18 mei 2009       |  |

## Seizoen 7
| Nr. | Titel                               | Uitzenddatum      |  |
| --- | ----------------------------------- | ----------------- |  |
| 1   | 818-jklpuzo                         | 21 september 2009 |  |
| 2   | Whipped Unto the Third Generation   | 28 september 2009 |  |
| 3   | Mmm, fish. Yum.                     | 5 oktober 2009    |  |
| 4   | Laxative Tester, Horse Inseminator  | 12 oktober 2009   |  |
| 5   | For the Sake of the Child           | 19 oktober 2009   |  |
| 6   | Give Me Your Thumb                  | 2 november 2009   |  |
| 7   | Untainted by Filth                  | 9 november 2009   |  |
| 8   | Gorp. Fnark. Schmegle.              | 17 november 2009  |  |
| 9   | Captain Terry's Spray-On Hair       | 23 november 2009  |  |
| 10  | That's Why They Call It Ball Room   | 7 december 2009   |  |
| 11  | Warning, It's Dirty                 | 14 december 2009  |  |
| 12  | Fart Jokes, Pie and Celeste         | 11 januari 2010   |  |
| 13  | Yay, No Polyps!                     | 18 januari 2010   |  |
| 14  | Crude and Uncalled For              | 1 februari 2010   |  |
| 15  | Aye, Aye, Captain                   | 8 februari 2010   |  |
| 16  | Tinkle Like a Princess              | 1 maart 2010      |  |
| 17  | I Found Your Moustache              | 8 maart 2010      |  |
| 18  | Ixnay on the Oggie Day              | 22 maart 2010     |  |
| 19  | Keith Moon Is Vomiting in His Grave | 12 april 2010     |  |
| 20  | I Called Him Magoo                  | 10 mei 2010       |  |
| 21  | Gumby with a Pokey                  | 17 mei 2010       |  |
| 22  | This Is Not Gonna End Well          | 24 mei 2010       |  |

## Seizoen 8
| Nr. | Titel                                  | Uitzenddatum      |  |
| --- | -------------------------------------- | ----------------- |  |
| 1   | Three Girls and a Guy Named Bud        | 20 september 2010 |  |
| 2   | A Bottle of Wine and a Jackhammer      | 27 september 2010 |  |
| 3   | A Pudding-Filled Cactus                | 4 oktober 2010    |  |
| 4   | Hookers, Hookers, Hookers              | 11 oktober 2010   |  |
| 5   | The Immortal Mr. Billy Joel            | 18 oktober 2010   |  |
| 6   | Twanging Your Magic Clanger            | 25 oktober 2010   |  |
| 7   | The Crazy Bitch Gazette                | 1 november 2010   |  |
| 8   | Springtime On A Stick                  | 8 november 2010   |  |
| 9   | A Good Time In Central Africa          | 15 november 2010  |  |
| 10  | Ow, Ow, Don't Stop                     | 22 november 2010  |  |
| 11  | Dead from the Waist Down               | 6 december 2010   |  |
| 12  | Chocolate Diddlers or My Puppy's Dead  | 13 december 2010  |  |
| 13  | Skunk, Dog, Crap and Ketchup           | 3 januari 2011    |  |
| 14  | Lookin' for Japanese Subs              | 17 januari 2011   |  |
| 15  | Three Hookers and a Philly Cheesesteak | 7 februari 2011   |  |
| 16  | That Darn Priest                       | 14 februari 2011  |  |

## Seizoen 9
| Nr. | Titel                            | Uitzenddatum      | Uitzenddatum     |  |
| --- | -------------------------------- | ----------------- | ---------------- |  |
| 1   | Nice to Meet You, Walden Schmidt | 19 september 2011 | 8 november 2011  |  |
| 2   | People Who Love Peepholes        | 26 september 2011 | 8 november 2011  |  |
| 3   | Big Girls Don't Throw Food       | 3 oktober 2011    | 15 november 2011 |  |
| 4   | Nine Magic Fingers               | 10 oktober 2011   | 15 november 2011 |  |
| 5   | A Giant Cat Holding a Churro     | 17 oktober 2011   | 22 november 2011 |  |
| 6   | The Squat and the Hover          | 24 oktober 2011   | 22 november 2011 |  |
| 7   | Those Fancy Japanese Toilets     | 31 oktober 2011   | 29 november 2011 |  |
| 8   | Thanks for the Intercourse       | 7 november 2011   | 29 november 2011 |  |
| 9   | Frodo's Headshots                | 14 november 2011  |                  |  |
| 10  | A Fishbowl Full of Glass Eyes    | 21 november 2011  |                  |  |
| 11  | What a Lovely Landing Strip      | 5 december 2011   |                  |  |
| 12  | One False Move, Zimbabwe!        | 12 december 2011  |                  |  |
| 13  | Slowly and in a Circular Fashion | 2 januari 2012    |                  |  |
| 14  | A Possum on Chemo                | 16 januari 2012   |                  |  |
| 15  | The Duchess of Dull-in-Sack      | 6 februari 2012   |                  |  |
| 16  | Sips, Sonnets and Sodomy         | 13 februari 2012  |                  |  |
| 17  | Not in My Mouth                  | 20 februari 2012  |                  |  |
| 18  | The War Against Gingivitis       | 27 februari 2012  | 17 april 2012    |  |
| 19  | Palmdale, Ech                    | 19 maart 2012     | 24 april 2012    |  |
| 20  | Grandma's Pie                    | 9 april 2012      | 14 mei 2012      |  |
| 21  | Mr. Hose Says 'Yes'              | 16 april 2012     | 21 mei 2012      |  |
| 22  | Why We Gave Up Women             | 20 april 2012     | 28 mei 2012      |  |
| 23  | The Straw in My Donut Hole       | 7 mei 2012        | 4 juni 2012      |  |
| 24  | Oh Look! Al-Qaeda!               | 14 mei 2012       | 4 juni 2012      |  |

## Seizoen 10
| Nr. | Titel                                     | Uitzenddatum      | Uitzenddatum      |  |
| --- | ----------------------------------------- | ----------------- | ----------------- |  |
| 1   | I Changed My Mind About the Milk          | 27 september 2012 | 18 oktober 2012   |  |
| 2   | A Big Bag of Dog                          | 4 oktober 2012    | 25 oktober 2012   |  |
| 3   | Four Balls, Two Bats and One Mitt         | 11 oktober 2012   | 1 november 2012   |  |
| 4   | You Know What the Lollipop Is For         | 18 oktober 2012   | 8 november 2012   |  |
| 5   | That's Not What They Call It in Amsterdam | 25 oktober 2012   | 15 november 2012  |  |
| 6   | Ferrest, Attack!                          | 1 november 2012   | 7 januari 2013    |  |
| 7   | Avoid the Chinese Mustard                 | 8 november 2012   | 14 januari 2013   |  |
| 8   | Something My Gynecologist Said            | 15 november 2012  | 21 januari 2013   |  |
| 9   | I Scream When I Pee                       | 29 november 2012  | 28 januari 2013   |  |
| 10  | One Nut Johnson                           | 6 december 2012   | 4 februari 2013   |  |
| 11  | Give Santa a Tail-Hole                    | 13 december 2012  | 11 februari 2013  |  |
| 12  | Welcome to Alancrest                      | 3 januari 2013    | 18 februari 2013  |  |
| 13  | Grab A Feather And Get In Line            | 10 januari 2013   | 25 februari 2013  |  |
| 14  | Run, Steven Staven! Run!                  | 31 januari 2013   | 6 september 2013  |  |
| 15  | Paint It, Pierce It or Plug It            | 7 februari 2013   | 13 september 2013 |  |
| 16  | Advantage: Fat, Flying Baby               | 14 februari 2013  | 20 september 2013 |  |
| 17  | Throgwarten Middle School Mysteries       | 21 februari 2013  | 27 september 2013 |  |
| 18  | The 9:04 From Pemberton                   | 7 maart 2013      | 4 oktober 2013    |  |
| 19  | Big Episode. Someone Stole A Spoon        | 14 maart 2013     | 11 oktober 2013   |  |
| 20  | Bazinga! That's From A TV Show            | 4 april 2013      | 18 oktober 2013   |  |
| 21  | Another Night With Neil Diamond           | 25 april 2013     | 25 oktober 2013   |  |
| 22  | My Bodacious Vidalia                      | 2 mei 2013        | 1 november 2013   |  |
| 23  | Cows, Prepare to be Tipped                | 9 mei 2013        | 8 november 2013   |  |

## Seizoen 11
| Nr. | Titel                                    | Uitzenddatum      | Uitzenddatum      |  |
| --- | ---------------------------------------- | ----------------- | ----------------- |  |
| 1   | Nangnangnangnang                         | 26 september 2013 | 1 mei 2014        |  |
| 2   | I Think I Banged Lucille Ball            | 3 oktober 2013    | 8 mei 2014        |  |
| 3   | This Unblessed Biscuit                   | 10 oktober 2013   | 15 mei 2014       |  |
| 4   | Clank, Clank, Drunken Skank              | 17 oktober 2013   | 22 mei 2014       |  |
| 5   | Alan Harper, Pleasing Women Since 2003   | 24 oktober 2013   | 29 mei 2014       |  |
| 6   | Justice in Star-Spangled Hot Pants       | 7 november 2013   | 5 juni 2014       |  |
| 7   | Some Kind of Lesbian Zombie              | 14 november 2013  | 12 juni 2014      |  |
| 8   | Mr. Walden, He Die. I Clean Room.        | 21 november 2013  | 19 juni 2014      |  |
| 9   | Numero Uno Accidente Lawyer              | 5 december 2013   | 26 juni 2014      |  |
| 10  | On Vodka, on Soda, on Blender, on Mixer! | 12 december 2013  | 3 juli 2014       |  |
| 11  | Tazed in the Lady Nuts                   | 2 januari 2014    | 10 juli 2014      |  |
| 12  | Baseball. Boobs. Boobs. Baseball.        | 9 januari 2014    | 17 juli 2014      |  |
| 13  | Bite Me, Supreme Court                   | 30 januari 2014   | 24 juli 2014      |  |
| 14  | Three Fingers of Crème de Menthe         | 6 februari 2014   | 31 juli 2014      |  |
| 15  | Cab Fare and a Bottle of Penicillin      | 27 februari 2014  | 7 augustus 2014   |  |
| 16  | How to Get Rid of Alan Harper            | 6 maart 2014      | 14 augustus 2014  |  |
| 17  | Welcome Home, Jake                       | 13 maart 2014     | 21 augustus 2014  |  |
| 18  | West Side Story                          | 3 april 2014      | 28 augustus 2014  |  |
| 19  | Daddy's Got a Healthy Flavor Stick       | 10 april 2014     | 4 september 2014  |  |
| 20  | Lotta Delis in Little Armenia            | 24 april 2014     | 11 september 2014 |  |
| 21  | Dial 1-900-Mix-A-Lot                     | 1 mei 2014        | 18 september 2014 |  |
| 22  | Oh, Wald-e, Good Times Ahead             | 8 mei 2014        | 25 september 2014 |  |

## Seizoen 12
| Nr. | Titel                                 | Uitzenddatum     |  |
| --- | ------------------------------------- | ---------------- |  |
| 1   | The Ol' Mexican Spinach               | 30 oktober 2014  |  |
| 2   | A Chic Bar in Ibiza                   | 6 november 2014  |  |
| 3   | Glamping in a Yurt                    | 13 november 2014 |  |
| 4   | Thirty-Eight, Sixty-Two, Thirty-Eight | 20 november 2014 |  |